# Gennaro Sangiuliano
Gennaro Sangiuliano (Napoli, 6 giugno 1962) è un giornalista, saggista ed ex politico italiano, ministro della cultura dal 22 ottobre 2022 al 6 settembre 2024 nel governo Meloni.
È stato direttore del quotidiano Roma di Napoli dal 1996 al 2001 e del TG2 dal 2018 al 2022, nonché vicedirettore del quotidiano Libero e del TG1 dal 2009 al 2018.
Dal 1° aprile 2025 è corrispondente per la Rai da Parigi.

## Biografia

### Studi e militanza studentesca
Sangiuliano ha frequentato il liceo classico Adolfo Pansini di Napoli e si è laureato in giurisprudenza all'Università degli Studi di Napoli Federico II. In seguito ha conseguito il master in diritto privato europeo presso "La Sapienza" e il dottorato di ricerca in diritto ed economia presso l'Università Federico II.
In gioventù ha fatto parte del Fronte universitario d'azione nazionale (FUAN) e dal 1983 al 1987 è stato consigliere circoscrizionale di Soccavo (Napoli) per il Movimento Sociale Italiano.

### Giornalista e saggista
Sangiuliano ha lavorato a Canale 8 di Napoli, ha diretto L'Opinione del Mezzogiorno ed è entrato nella redazione di Economy, periodico considerato vicino a Francesco De Lorenzo. Assieme a Ciro Paglia, caporedattore de Il Mattino, nel 1993 ha pubblicato il volume Il paradiso. Viaggio nel profondo nord, in risposta al controverso L'Inferno di Giorgio Bocca.
Nei primi anni '90 ha lavorato a L'Indipendente e poi alla redazione politica del quotidiano Roma di Napoli (giornale vicino a Giuseppe Tatarella), di cui sarà direttore dal 1996 al 2001. È stato quindi capo della redazione romana e poi vicedirettore del quotidiano Libero durante la direzione di Vittorio Feltri. In quel periodo ha scritto anche per il settimanale L'Espresso e per le pagine culturali del Sole 24 Ore. Ha iniziato a occuparsi di economia per il mensile Nord e Sud, rivista fondata da Francesco Compagna. Ha scritto per Il Giornale di Napoli durante la direzione di Lino Jannuzzi, per Il Foglio di Giuliano Ferrara e per il Giornale.
Alle elezioni politiche del 2001 è stato candidato alla Camera dei deputati nel collegio elettorale di Napoli - Vomero, sostenuto dalla coalizione di centro-destra Casa delle Libertà in quota Alleanza Nazionale, raccogliendo il 45,48% dei voti e venendo sconfitto dal candidato del centro-sinistra, in quota Democratici di Sinistra, Vincenzo Siniscalchi (47,18%), risultando non eletto.
Nel 2003 entra in Rai come inviato del TGR, diventando caporedattore. In seguito è passato al TG1 ed è stato inviato in Bosnia, Kosovo e in Afghanistan.
Nel 2008 ha pubblicato una biografia di Giuseppe Prezzolini grazie alla quale è stato finalista del Premio Acqui Storia. È stato, inoltre, autore della voce "Economia della comunicazione" nell'opera XXI Secolo della Treccani. Negli anni dieci del duemila ha pubblicato una serie di saggi storici, tra cui i quattro volumi biografici su Vladimir Putin, Hillary Clinton, Donald Trump e Xi Jinping editi da Mondadori.
Nel 2009 viene nominato vice-direttore del TG1 durante la direzione di Augusto Minzolini. In tale periodo è stato regista dei servizi sulla casa di Montecarlo con cui venne messo a lungo in discussione Gianfranco Fini, allora in rotta con la dirigenza del PdL.
Il 31 ottobre 2018 viene nominato, dal CdA della Rai su proposta dell'amministratore delegato Fabrizio Salini, direttore del TG2 succedendo a Ida Colucci. Ha lasciato la Rai il 21 ottobre 2022 in seguito alla sua nomina a ministro.
Dal 2015 è uno dei docenti del Master in Giornalismo e Comunicazione della Università telematica "Pegaso" e nel 2016 è divenuto titolare del corso di Storia dell'economia e dell'impresa alla Luiss Guido Carli. È stato docente di Economia degli intermediari finanziari alla Sapienza. Ricopre la carica di direttore della scuola di Giornalismo dell'Università degli Studi di Salerno e dal 2022 è docente di Diritto dell'informazione presso la Libera Università Maria Santissima Assunta.

### Ministro della cultura

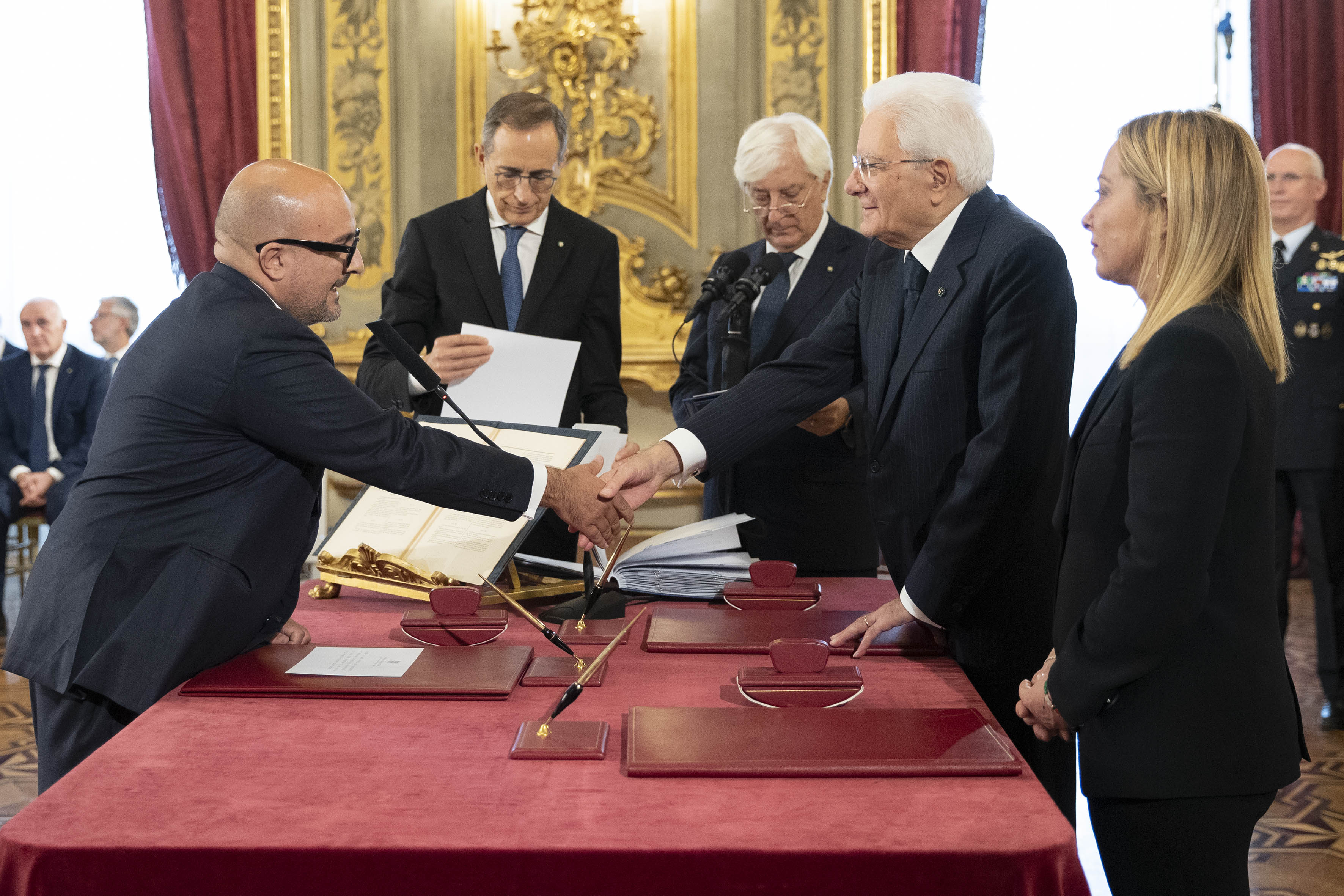
Sangiuliano giura come ministro al Quirinale nelle mani del presidente della Repubblica Sergio Mattarella.

Dopo la vittoria della coalizione di centro-destra alle elezioni politiche anticipate del 2022 e il successivo incarico di formare un governo affidato a Giorgia Meloni, il 21 ottobre 2022 viene indicato quale ministro della cultura. Il giorno seguente presta giuramento al palazzo del Quirinale nelle mani del presidente della Repubblica Sergio Mattarella come ministro nel governo Meloni. Nonostante un'iniziale contrarietà alle domeniche gratuite nei musei, ha successivamente cambiato opinione, estendendo la misura anche alle principali ricorrenze della Repubblica Italiana (25 aprile, 2 giugno e 4 novembre).

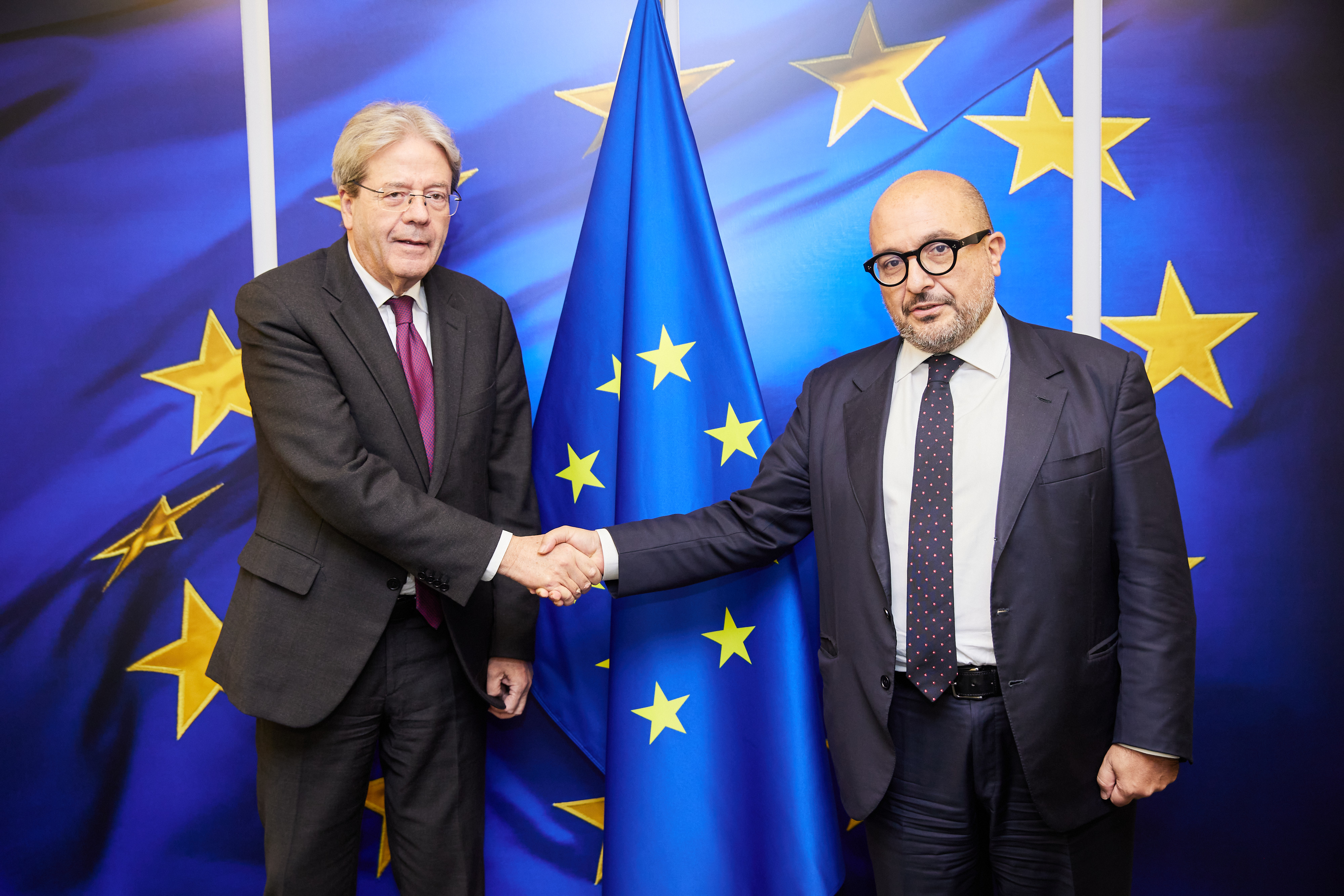
Gennaro Sangiuliano con il commissario europeo per gli affari economici e monetari Paolo Gentiloni.

Una delle prime azioni intraprese da ministro è stata quella di introdurre il biglietto d'ingresso per il Pantheon, basandosi sul modello parigino dell'Hôtel des Invalides. L'accordo trovato prevedeva che il 70% dei proventi fossero destinati alla manutenzione del sito e il 30% alla Curia per sostenere opere a beneficio dei poveri della città. Nel 2023 Sangiuliano ha espresso soddisfazione per il mancato inserimento di Venezia nella lista UNESCO dei patrimoni dell'umanità in pericolo.

#### Caso Boccia e dimissioni
Il 26 agosto 2024, Maria Rosaria Boccia ha pubblicato una foto su Instagram che la ritrae accanto a Sangiuliano, scrivendo «Grazie al Ministro della Cultura Gennaro Sangiuliano per la nomina a Consigliere del Ministro per i Grandi Eventi», implicando di essere stata nominata consulente del Ministero della cultura. Lo staff di Sangiuliano si è subito affrettato a smentire, dicendo che non c’era stata nessuna nomina e negando che tra Boccia e il ministro ci fosse una qualche significativa vicinanza. La Boccia però ha replicato che la nomina era stata disposta dal ministro, e nei giorni successivi ha preso a divulgare gradualmente foto che la ritraevano assieme a Sangiuliano nel corso di incontri istituzionali, documenti e atti che puntualmente smentivano le versioni del Ministero della cultura, provando il fatto che fosse davvero stata coinvolta in attività istituzionali.
Per alcuni giorni Sangiuliano non ha commentato la vicenda, spiegando poi di aver preso in considerazione l'ipotesi di assegnare l'incarico a Boccia, a titolo gratuito, ma che il suo gabinetto aveva espresso perplessità per possibili conflitti d'interessi non meglio specificati, e che per questo non se ne era più fatto niente. Nel frattempo le testimonianze di giornalisti e funzionari pubblici hanno corroborato che tra Boccia e Sangiuliano ci fosse, quantomeno negli ultimi mesi, un rapporto personale di qualche tipo. Il 1º settembre Dagospia ha pubblicato un'email del 5 giugno precedente che mostrava inequivocabile un coinvolgimento diretto di Boccia in uno degli impegni istituzionali più importanti per Sangiuliano, fugando ogni dubbio sulla partecipazione di Boccia ad affari riservati del ministero.
La questione diventa motivo d'imbarazzo per Sangiuliano e di fastidio per i collaboratori di Giorgia Meloni, e Boccia pubblica su Instagram anche documenti riservati che riguardano l'imminente G7 della cultura a Napoli, sostenendo di aver compiuto diversi viaggi in Italia a spese del ministero. Il 4 settembre, durante una lunga intervista al TG1, Sangiuliano ha ammesso di aver intrapreso una relazione extraconiugale con Boccia e di aver in un primo momento avviato l'iter per assumerla come consulente ministeriale, per poi interromperlo, ribadendo comunque di non aver mai fatto uso di soldi pubblici a vantaggio di lei.
Il 6 settembre Sangiuliano ha rassegnato le dimissioni, venendo sostituito dal presidente della Fondazione MAXXI Alessandro Giuli.
Il 19 settembre 2024 Sangiuliano ha denunciato Boccia per tentata estorsione e pressioni illecite, venendo iscritta nel registro degli indagati per lesioni personali e violenza o minaccia a corpo politico, accuse in seguito riqualificate in quelle di lesioni personali, stalking, diffamazione e interferenze illecite nella vita privata.

## Vicende giudiziarie
Il 10 settembre 2024 la procura di Roma ha aperto un fascicolo d'indagini sulla vicenda, contestando a Sangiuliano i reati di peculato e diffusione di segreto d'ufficio, accuse in seguito archiviate perché infondate.

## Premi e riconoscimenti
- Nel 2003 ha vinto il Premio "Francesco Bruno" per la saggistica economica e meridionalista.
- Il 23 ottobre 2008 ha ricevuto, insieme al fisico Nicola Cabibbo, il Premio Guido Dorso[49].
- Il 6 settembre 2009 ha ricevuto il "Premio Letterario Nazionale Albori - Costa d'Amalfi", sezione Giornalismo.[50]
- Per la monografia su Prezzolini, Sangiuliano è stato premiato inoltre con la "segnalazione speciale" dalla giuria, presieduta da Marcello Veneziani, del premio letterario "Procida - Isola di Arturo - Elsa Morante".
- 2009 Premio "Comunicare l'Europa", assegnato dall'Istituto Europeo e dall'Osservatorio Parlamentare Europeo.
- 2011 Premio internazionale "Giambattista Vico", assegnato dalla Fondazione Giambattista Vico.
- 2011 Premio "Impegno per l'Europa", assegnato dal Centro Europeo.
- 2012 Premio "Capalbio" per la saggistica storica[51].
- 2012 Premio "Sulmona" per il giornalismo culturale[52].
- 2013 Premio "Pelagos Prize" per il giornalismo culturale.
- 2014 Premio "Cosimo Fanzago" per il giornalismo.[53]
- 2015 Premio Cimitile per la Saggistica.[54]
- 2016 Premio Excellent Milano per la Saggistica.[55]
- 2018 Premio Cicerone del Comune di Arpino.[56]
- 2019 Premio Biagio Agnes per la Saggistica storica.[57]
- 2019 Premio Giornalismo Civile 2019.[58]
- 2020 Gran Premio Internazionale "Casinò di Sanremo 1905".[59]
- 2020 Premio Ischia di “giornalista scrittore” al Premio Ischia Internazionale di Giornalismo.[60]

## Opere
- Gennaro Sangiuliano; Ciro Paglia, Il paradiso: viaggio nel profondo Nord, prefazione di Vittorio Sgarbi, Napoli, Edizione scientifiche italiane, 1993, ISBN 88-7104-721-4.
- Gennaro Sangiuliano, La svolta: interviste sulla seconda Repubblica, prefazione di Pialuisa Bianco, Napoli, Edizione scientifiche italiane, 1995, ISBN 88-8114-080-2.
- Gennaro Sangiuliano, Le origini del conflitto nella ex Jugoslavia, Napoli, Edizione scientifiche italiane, 1996.
- Gennaro Sangiuliano; Giuliano Frosini, Napoli, Italia, Napoli, Parresìa, 1997.
- Gennaro Sangiuliano, Viaggio nella globalità, Napoli, Guida, 2001, ISBN 88-7188-509-0.
- Dario E. M. Consoli; Gennaro Sangiuliano, Manuale di teoria e tecniche dei media, Napoli, Edizione scientifiche italiane, 2006, ISBN 88-495-1218-X.[15][16]
- Gennaro Sangiuliano, Giuseppe Prezzolini: l'anarchico conservatore, prefazione di Vittorio Feltri, Milano, Mursia, 2008, ISBN 978-88-425-3940-7.
- Gennaro Sangiuliano, Economia della comunicazione, Roma, Albatros, 2010, ISBN 978-88-567-2463-9.
- Gennaro Sangiuliano, Scacco allo zar: 1908-1910: Lenin a Capri, genesi della rivoluzione, Milano, Mondadori, 2012, ISBN 978-88-04-61591-0.
- Gennaro Sangiuliano, L'inutile federalismo: il caso Italia e i modelli di autonomia fiscale, Milano, Utet Giuridica, 2012, ISBN 978-88-598-0883-1.
- Vittorio Feltri; Gennaro Sangiuliano, Una Repubblica senza Patria-Storie d'Italia dal '43 ad oggi, Milano, Mondadori, 2013, ISBN 88-04-63344-1.
- Vittorio Feltri; Gennaro Sangiuliano, Quarto Reich, come la Germania ha sottomesso l'Europa, Milano, Mondadori, 2014, ISBN 88-520-5413-8.
- Gennaro Sangiuliano, saggio introduttivo al Manifesto dei conservatori di Giuseppe Prezzolini, Edizioni Storia e Letteratura, Roma 2014. ISBN 978-88-6372-725-8
- Gennaro Sangiuliano, Putin. Vita di uno zar, Milano, Mondadori, 2015, ISBN 88-04-6586-06.
- Gennaro Sangiuliano, Hillary. Vita in una dinasty americana, Milano, Mondadori, 2016, ISBN 978-88-04-66996-8.
- Gennaro Sangiuliano, Trump. Vita di un presidente contro tutti, Milano, Mondadori, 2017, ISBN 978-88-04-68204-2.
- Gennaro Sangiuliano, Il nuovo Mao. Xi Jinping e l'ascesa al potere nella Cina di oggi, Milano, Mondadori, 2019, ISBN 978-88-04-70528-4.
- Gennaro Sangiuliano, Reagan. Il presidente che cambiò la politica americana, Milano, Mondadori, 2021, ISBN 978-88-04-73593-9.
- Gennaro Sangiuliano, Trump. La rivincita, Milano, Mondadori, 2024, ISBN 978-88-04-79825-5.